# 中山義夫
中山 義夫（なかやま よしお、1905年（明治38年）3月26日 - 1986年（昭和61年）11月17日）は、日本の民俗舞踊家。民俗舞踊の第一人者。

## 略歴
1905年（明治38年）3月26日、北海道にて生まれる。法政大学専門部政治経済科に入学し、在学中に、亡命ロシア人の舞踊家エリアナ・パブロバに師事し、バレエダンサーの草分けとして活動する。1929年（昭和4年）に法政大学を卒業し、卒業後、海外を回るうちに民俗舞踊にひかれるようになる。また、新京で満州舞踊学校長などを務める。
戦後、中山民俗舞踊研究所を設立し、毎年のように海外公演を行う。1978年（昭和53年）に勲五等双光旭日章、1979年（昭和54年）にギリシャ政府文化功労章を受章する。

## 著書
- 『世界の踊り-フォーク・ダンスの指導者のハンド・ブック』（文化芸術学院、1953）
- 『世界の民踊-フォークダンス・ポピュラーダンス115曲集』（鶴書房、1955）
- 『日本の民踊-全国の代表民謡とその踊り方』（鶴書房、1955）
- 『ダンス初歩からマムボまで』（鶴書房、1955）
- 『全国民謡のおどり方-郷土代表民踊めぐり』（田中書店、1956）
- 『日本の民踊』（日本文芸社、1964）
- 『ダンス入門』（鶴書房、1967）
- 『日本のおどり-全国代表民踊 南から北から』（日刊スポーツ出版社、1978）

## 参考
- 『芸能人物事典　明治大正昭和』（日外アソシエーツ、1998）
- 『日本芸能人名事典』（三省堂、1995）